# Barcelona posa't guapa

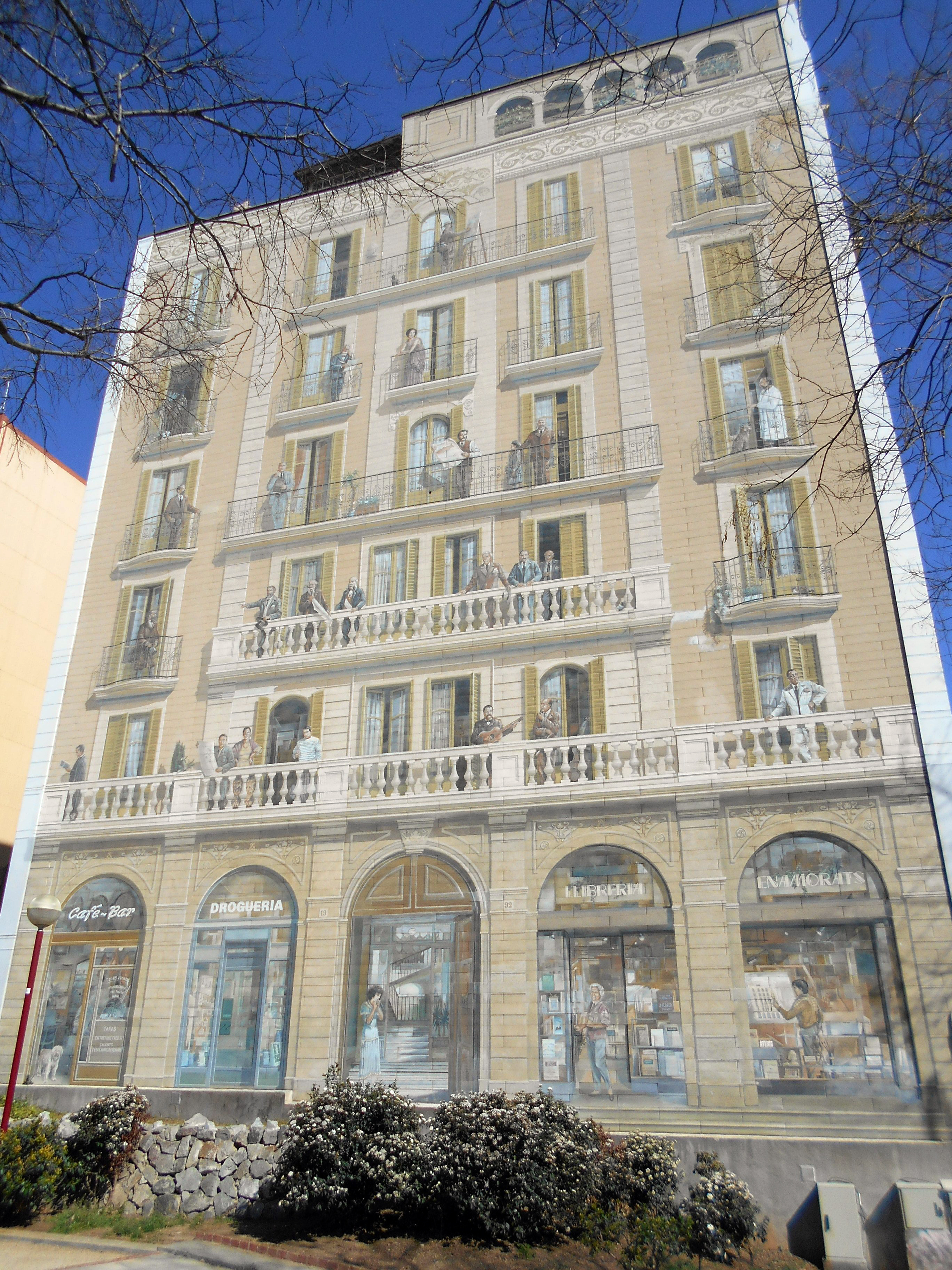
Balcons de Barcelona (1992), de Cité de la Création, plaça de Pablo Neruda (Barcelona).

Barcelona posa't guapa va ser una campanya de comunicació empresa per l'Ajuntament de Barcelona per donar a conèixer el Programa de Mesures per a la Protecció i Millora del Paisatge Urbà, dirigida a fomentar la rehabilitació d'edificis i d'altres elements arquitectònics de la ciutat. La campanya, nascuda l'11 de desembre de 1985, va ser dirigida fins a l'any 2001 per Ferran Ferrer Viana, i va comptar com a director tècnic amb Josep Emili Hernández-Cros, reemplaçat el 1987 per Josep Manuel Clavillé. La campanya es va desenvolupar en diverses fases: 1986-1988, 1990, 1992-1994, 1998-1999, 2000-2001, 2007 i 2009. En aquest temps es van restaurar uns 27 000 edificis, un terç del total de la ciutat, i s'han invertit uns 100 milions d'euros.

## Orígens i desenvolupament
La campanya es va centrar en la rehabilitació de façanes d'edificis i de monuments, així com d'adequació de parets mitgeres. Els diferents canvis en la regulació urbanística havien provocat amb el temps que molts edificis de la ciutat estiguessin a diferents altures o tinguessin diferents alineacions, fet pel qual moltes parets mitgeres havien quedat a la vista, amb l'efecte antiestètic que això comportava. La campanya es va emprendre doncs amb vista a la millora del paisatge urbà, i va comptar amb la col·laboració de diverses empreses i entitats que van patrocinar les restauracions.
La iniciativa va rebre algunes crítiques, ja que el finançament particular va provocar certes derivacions publicitàries i la preponderància dels aspectes quantitatius sobre els qualitatius, al mateix temps que van prevaler els criteris de rendibilitat política sobre l'aspecte social.
Algunes de les actuacions van ser les següents: Av. Mare de Déu de Montserrat, 6; Rec, 43; Sants, 99; Plaça del Mercat de Sarrià; Gran de Gràcia, 172; Gran de Gràcia, 264; Marina, 226; Pelai, 3; Samaniego, s/n; Plaça de la Pomera/carrer de Rubén Darío; General Mitre/Tres Torres; General Mitre/Berna; carrer de Sant Pere més Baix; Mural de Vallcarca; Plaça de Salvador Allende; La Farinera del Clot (Ter, 10); Capellans; Plaça de les Olles; Mural dels Gats (Xuclà/Pintor Fortuny); Escola Vedruna (Plaça dels Àngels); Murals del Bon Pastor; Av. Francesc Cambó (botiga Pavía); Balcons de Barcelona, plaça de Pablo Neruda; Macromural d'entrada al parc de Can Sabaté; Art poètica i poema visual (València, 252); Franz Platko (Travessera de les Corts, 72); Joan Brossa (plaça de la Prosperitat); Mitgera dels objectes (Pescadors, 85).
En aquestes restauracions van participar arquitectes com: Pepita Teixidor, Andreu Arriola, Federico Correa, Yago Conde, Esteve i Robert Terradas, María Luisa Aguado, Josep Corretja, Joan Manuel Clavillé, etc.; o bé artistes o dissenyadors com: Cité de la Création, Joan Barjau, Gabriel Poblet, Joan Manuel Nicolàs, Luis Archilla, Bernardo Gago, José Manuel Pinillo, Antoni Gabarre, etc.